# Taracahitian
Taracahitian, skupina indijanskih jezika, dio porodice Juto-Asteci, raširena po sjevernim predjelima Meksika. Ime je dobila po plemenima i jezicima Indijanaca Tarahumara i Cahita, a nazivana je i Opata-Cahita-Tarahumara. Predstavnici su: Acaxee, Achire, Ahome, Aibine, Baciroa, Baimena, Batuc, Chinarra, Chinipa, Chizo, Cinaloa, Comanito, Comopori, Concho, Conicari, Eudeve, Guasapar, Guasave ili Guayave, Hine, Hio, Huite, Hume, Jova, Jumano, Macoyahui, Mayo, Mocorito, Nacosura, Nio, Ocoroni, Ópata, Sabaibo, Suma, Tahue, Tarahumara, Tebaca, Tehueco, Temori, Tepahue, Topiame, Tubar, Vacoregue, Varohío, Xixime, Yaqui, Zoe, Zuaque.

## Istraživači
Hrvatski isusovački misionar Ivan Ratkaj (1647. – 1683.) djelovao je među narodom Tarahumara, plemenom iz skupine Taracahitian, pritom naučivši govoriti njhovim jezikom. U svojim trima izvješćima o radu opisao je prirodoslovne osobine pokrajine, običaje i način života plemena Tarahumara, što je najstariji zapadnjački opis ove pokrajine i naroda.

## Vanjske poveznice
- Uto-Aztecan languages
- Znanost i Hrvati Kartografija i putopisi - zemljovid pokrajine Tarahumare
- Tv kalendar: Isusovac Ivan Ratkaj prvi hrvatski misionar u Americi